# 洞穴學

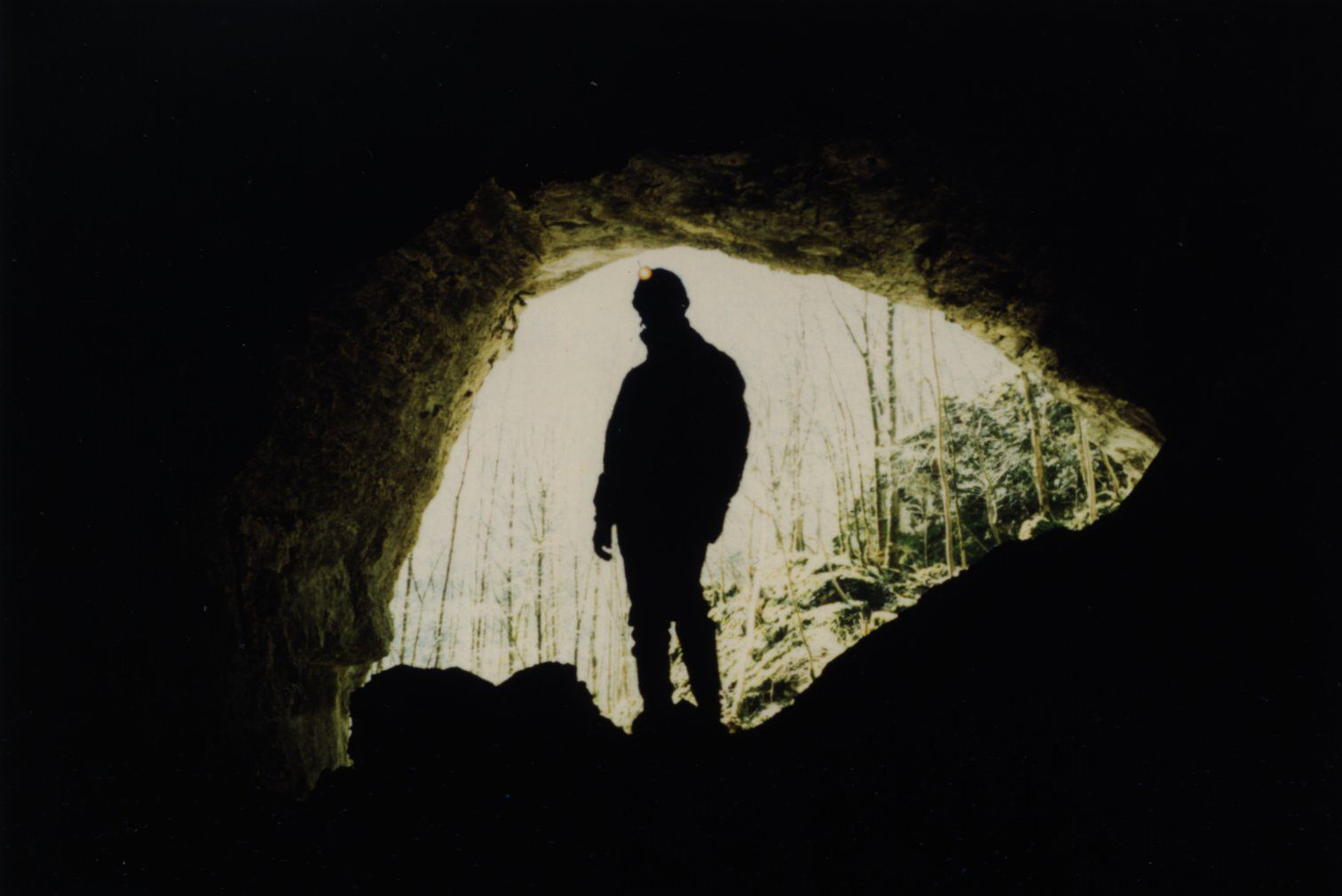

洞穴學是一門科學的研究，研究洞穴，喀斯特地貌特徵，結構，物理性質，化學性質，歷史，生命形式和形成過程(speleogenesis)和隨時間而改變(speleomorphology)。探索洞窟有時也是休閒活動，洞穴學和探索往往相連。洞窟是一個跨學科的領域，結合化學，生物學，地質學，物理學，氣象學和製圖的知識來開發複雜的洞穴的，同時亦是不斷發展的系統。